# 2036: Nexus Dawn
Pour plus de détails, voir Fiche technique et Distribution.
2036: Nexus Dawn (aussi connu sous le nom de 2036: Clone Era, 2036: Chain Dawn ou encore 2036: Copy of the Times) est un court métrage américain de science-fiction.
Il sert de préquelle au long métrage Blade Runner 2049 de Denis Villeneuve, aux côtés de Blade Runner Black Out 2022 et de 2048: Nowhere to Run. Le court métrage est présenté le 30 août 2017, environ cinq semaines avant la sortie du long métrage principal et présente l'acteur Jared Leto en tant que Niander Wallace, aux côtés notamment de Benedict Wong.
Le film est écrit par Hampton Fancher et Michael Green, qui ont également écrit le long métrage, et est réalisé par Luke Scott, dont le père Ridley Scott a réalisé le premier Blade Runner en 1982 et est producteur exécutif de sa suite Blade Runner 2049. La musique est de Blitz//Berlin.

## Synopsis
Le film se déroule à Los Angeles en 2036, treize ans avant les événements de Blade Runner 2049, et raconte la rencontre de Wallace avec les « législateurs » dans ses tentatives pour les convaincre d'autoriser de nouveau la production de réplicants,.

## Voix originales
- Jared Leto : Niander Wallace
- Benedict Wong : lawmaker
- Ned Dennehy : lawmaker numéro 2
- Ade Sapara (en) : lawmaker numéro 3
- Ania Marson : lawmaker numéro 4
- Set Sjöstrand : replicant version Nexus-9